# Rebecca MacKinnon
Rebecca MacKinnon, född 16 september 1969 i Berkeley i Kalifornien, är en amerikansk journalist, forskare, författare och människorättsförsvarare med särskilt fokus på internet.
I slutet av 1990-talet arbetade MacKinnon som byråchef för nyhetskanalen CNN i Kina och Japan. År 2012 debuterade hon som författare med boken Consent of the networked: The worldwide struggle for internet freedom som diskuterar de problem som uppstår när både nationalstaters intressen och kommersiella aktörer samtidigt försöker styra internetutvecklingen för sina egna syften. Enligt MacKinnon leder detta till minskad demokrati och yttrandefrihet i världen.
MacKinnon är ansvarig för projektet Ranking Digital Rights som arbetar för att främja yttrandefrihet och integritet på internet. Projektet publicerar bland annat en årlig rapport där några av världens mäktigaste internet-, mobil- och telekomföretag genomlyses utifrån ett nätfrihets-perspektiv. MacKinnon är även medgrundare av webbplatsen Global Voices Online, en global nyhetstjänst för lokal journalistik.
MacKinnon har hållit i flera TED talks där hon talar om globala regler för internet, åsiktsfrihet och digitala teknikers påverkan på mänskliga rättigheter.